# Tony Fitzpatrick
Anthony „Tony” Fitzpatrick (Glasgow, 1956. március 3. –) skót labdarúgó-középpályás, edző. A St. Mirren színeiben két időszakban, közben a Bristol Cityben játszott. Az angol bajnokságban 426 mérkőzésen	19 gólt szerzett.

## Pályafutása
Fitzpatricket 19 évesen az akkori menedzser, Alex Ferguson a St. Mirren csapatkapitányává nevezte ki. 1977-ben 5 alkalommal a skót U21-es válogatott tagja volt. 1978 áprilisában képviselte a skót labdarúgó-bajnokság csapatát (Scottish League XI), amikor 1–1-es döntetlent játszottak az olasz bajnokság válogatottjával.
Az 1987-es skót kupa döntőjében az együttes kapitánya volt. Csereként lépett pályára, amikor a csapat legyőzte a Dundee Unitedet, és ezzel elnyerték a trófeát.
Vezetőedzőként 1988 és 1991 között, majd 1996 és 1998 között is ő irányította a St. Mirren együttesét.
2016 januárjában nevezték ki a St. Mirren vezérigazgatójává, Brian Caldwell helyére. 2022 márciusában bejelentette, hogy a hónap végén lemond erről a pozíciójáról, és a nem hivatalos klubnagyköveti szerepkörbe lép át.

## Fordítás
- Ez a szócikk részben vagy egészben  a   Tony Fitzpatrick (footballer) című angol Wikipédia-szócikk ezen változatának fordításán alapul.  Az eredeti cikk szerkesztőit annak laptörténete sorolja fel. Ez a jelzés csupán a megfogalmazás eredetét és a szerzői jogokat jelzi, nem szolgál a cikkben szereplő információk forrásmegjelöléseként.